# Enderleinia bispina
Enderleinia bispina är en insektsart som beskrevs av Schmidt 1907. Enderleinia bispina ingår i släktet Enderleinia och familjen Machaerotidae. Inga underarter finns listade i Catalogue of Life.